# أولاد بن علي (إغزران)
أولاد بن علي هي إحدى مشيخات المملكة المغربية، تتبع جغرافيا لإقليم صفرو وإداريًا لإغزران. يقدر عدد سكانها بـ 1762 نسمة حسب الإحصاء الرسمي للسكان والسكنى لسنة 2004.